# Давыдова, Гюльбоор Шауловна
Гюльбоо́р Шау́ловна Давы́дова (8 марта 1892, Хошмензиль, Дагестанская область — 9 апреля 1983, Дербент) — советский виноградарь, звеньевая колхоза им. Кагановича, Герой Социалистического Труда (1949).

## Биография

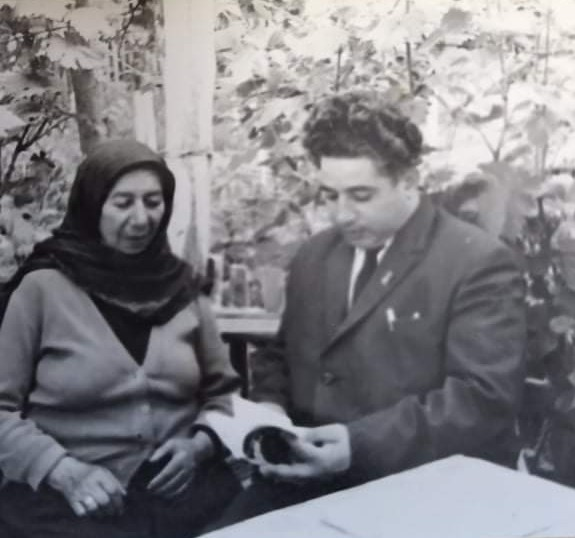
Гюльбоор Давыдова и поэт Сергей Изгияев в 1967 г.

Родилась 8 марта 1892 года в горско-еврейском селе Хошмензиль Дагестанской области. С детства работала в поле, помогала родителям. После смерти мужа осталось с двумя маленькими детьми на руках.
В 1928 году, когда в селе был образован колхоз "Новая жизнь", Гюльбоор в него не приняли, считая, что женщина не может работать наравне с мужчинами. Тогда она собрала 14 вдов-батрачек и организовала женский колхоз, которому сами же горянки дали название «Красная батрячка», а председателем избрали Г. Давидову. Женский колхоз завершил весенний сев, подготовил почву для бахчевых культур, да и урожайность у них оказалась выше, чем в мужской сельхозартели. В последующем оба эти колхоза слились в одно крупное хозяйство.
В Великой Отечественной войне погибли два сына Давыдовой — Давид и Рувин.
Звание Героя Социалистического Труда присвоено Указом Президиума Верховного Совета СССР от 27 июля 1949 года за получение высоких урожаев винограда в 1948 году.
Гюльбоор Давыдова неоднократно избиралась депутатом Президиума Верховного Совета Дагестанской АССР, а также депутатом местного Совета народных депутатов.
Давыдова умерла 9 апреля 1983 года и похоронена на еврейском кладбище в Дербенте.

## Награды
- Орден Ленина
- Медаль «Серп и Молот»
- Медаль «За оборону Кавказа»

## Звания
- Герой Социалистического Труда.[1][2]
- Депутат Президиума Верховного Совета Дагестанской АССР.[1][2]

## Память
- Именем Гюльбоор Давыдовой названа улица в городе Дербент.
- Агрофирма имени Гюльбоор Давыдовой (бывший колхоз имени Кагановича, «Путь коммунизма»)[1][3].
- Гюльбор Давыдовой посвящено поэма горско-еврейского писателя Хизгила Авшалумова «Гюльбоор».[4]
- Поэт Сергей Изгияев написал текст к песни «Гюльбоор», которую он посвятил Гюльбур Давыдовой. Музыку написал Джумшуд Ашуров.[5]2014.